# St.-Anselm-Kapelle (Mainz)

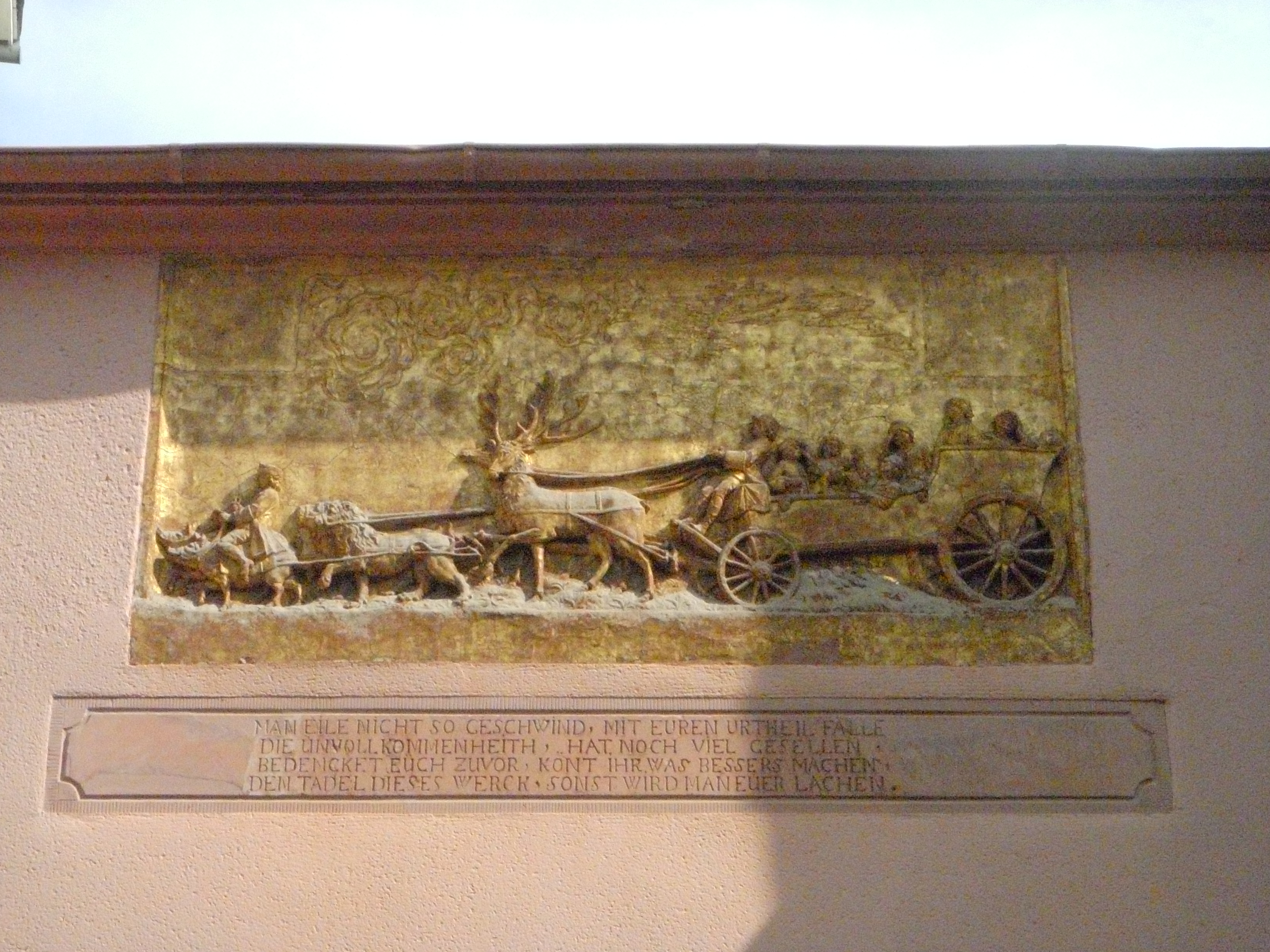
Tafel am ehemaligen Zuchthaus

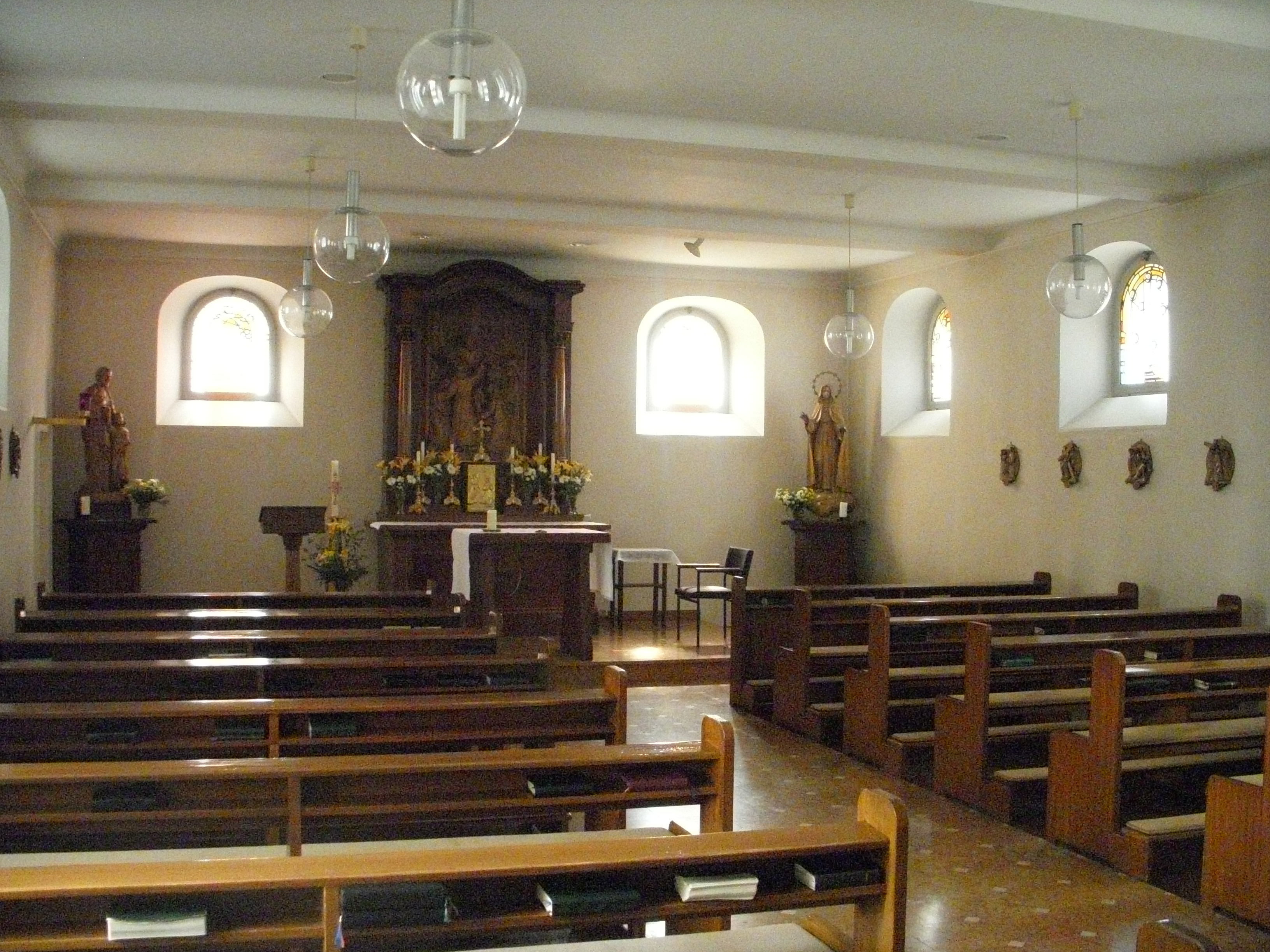
Innenansicht der St.-Anselm-Kapelle

Die St.-Anselm-Kapelle ist eine Kapelle im Haus Maria Frieden des Altenheimes Bruder-Konrad-Stift, Mainz.
Dieses Gebäude, 1226 erstmals urkundlich erwähnt, wurde unter Johann Philipp von Schönborn zur „Verwahr- und Erziehungsanstalt für Mädchen und Frauen von liederlichem Lebenswandel“. Über dem Eingang sieht man auf einer Tafel ein von Wildschweinen, Löwen und Hirschen gezogenes Gefährt, auf dem die Frauenzimmer zum Zuchthaus gebracht werden. Die Inschrift besagt:
„MAN EILE NICHT SO GESCHWIND, MIT EUREN URTHEIL FÄLLE,
 DIE UNVOLLKOMMENHEIT, HAT NOCH VIEL GESELLEN.
BEDENCKET EUCH ZUVOR, KÖNT IHR WAS BESSERS MACHEN,
 DEN TADEL DIESES WERCK, SONST WIRD MAN EUER LACHEN.“
Damit beziehen sich diese weitaus später vom unbekannten Künstler dem Bild hinzugefügten Worte nicht auf das Zuchthaus, sondern auf die aufgekommene Kritik an seinem Werk: „Fällt kein vorschnelles Urteil über mein Werk, es gibt noch viel mehr Unvollkommenes. Aber wenn ihr es besser machen könnt, so dürft ihr mich tadeln. Ansonsten wird man über euch selbst lachen.“ 
In diesem Zusammenhang ist es kurioserweise erwähnenswert, dass sich bis in die Zeit vor dem Zweiten Weltkrieg unmittelbar hinter diesem Zuchthaus in der Kappelhofgasse das Mainzer Bordellviertel befand.